# Halictonomia clidemiae
Halictonomia clidemiae är en biart som beskrevs av Gregory B. Pauly 2001. Halictonomia clidemiae ingår i släktet Halictonomia och familjen vägbin. Inga underarter finns listade i Catalogue of Life.